# Christian Sinding
Christian Sinding (Kongsberg, Noruega, 11 de enero de 1856 – Oslo, Noruega, 3 de diciembre de 1941) fue un pianista y compositor noruego.
Era hermano de Otto (pintor) y Stephan (escultor). Estudió en Oslo con el profesor Ludvig Mathias Lindeman, posteriormente en el Conservatorio de Leipzig con los profesores Salomon Jadassohn y Hermann Kretzschmar y, finalmente, en Berlín y Múnich. De vuelta a Noruega, se dedicó a la composición y a la enseñanza gracias a una beca anual concedida por el gobierno noruego, beca que en 1915 se convirtió en pensión vitalicia. Durante el curso 1920-21 fue profesor de la Eastman School of Music de Rochester (Nueva York), Estados Unidos.

## Análisis técnico
Pese a un estilo y personalidad artística marcadamente escandinavos, no dejó de estar influido por las modalidades de la escuela alemana, país en el que no solo se educó, sino que también ejerció durante diez años diversas actividades musicales. Su producción fue copiosa, pues se estima en más de 750 composiciones. Destacan las siguientes:
- Sinfonía en re menor,
- Sinfonía en fa mayor,
- Sinfonía en re mayor.
- Leyenda, op. 46, para violín y orquesta
- Rondón infinito, op. 42
- Serenata, op. 56, para dos violines y piano
- Sonata, op. 91, para piano
- Variaciones, para dos pianos
- Heimfahrt, ciclo de canciones
- Episodios caballerescos
- La montaña sagrada, ópera
- Quinteto, para instrumentos de arco
- Quinteto, para arco y piano
- Un Cuarteto
- Dos Tríos
- Diversos Conciertos para violín,
- Una Suite, para violín y orquesta,
- Una Suite, para flauta y orquesta, y unas 100 piezas para piano, melodías vocales y coros.